# Alangkah Lucunya (Negeri Ini)
Alangkah Lucunya (Negeri Ini) é um filme de drama indonésio de 2010 dirigido e escrito por Deddy Mizwar. Foi selecionado como representante da Indonésia à edição do Oscar 2011, organizada pela Academia de Artes e Ciências Cinematográficas.

## Elenco
- Reza Rahadian - Muluk
- Deddy Mizwar - Pak Makbul
- Slamet Rahardjo - Haji Rachmat
- Asrul Dahlan - Samsul
- Sakurta H. Ginting - Ribut
- Rina Hasyim - Ibu Rachmat
- Jaja Mihardja - Haji Sarbini
- Tio Pakusodewo - Jarot